# Carthage (Indiana)
Carthage es un pueblo ubicado en el condado de Rush en el estado estadounidense de Indiana. En el Censo de 2010 tenía una población de 927 habitantes y una densidad poblacional de 614,98 personas por km².

## Geografía
Carthage se encuentra ubicado en las coordenadas 39°44′12″N 85°34′17″O / 39.73667, -85.57139. Según la Oficina del Censo de los Estados Unidos, Carthage tiene una superficie total de 1.51 km², de la cual 1.51 km² corresponden a tierra firme y (0%) 0 km² es agua.

## Demografía
Según el censo de 2010, había 927 personas residiendo en Carthage. La densidad de población era de 614,98 hab./km². De los 927 habitantes, Carthage estaba compuesto por el 98.6% blancos, el 0% eran afroamericanos, el 0.22% eran amerindios, el 0.22% eran asiáticos, el 0% eran isleños del Pacífico, el 0% eran de otras razas y el 0.97% pertenecían a dos o más razas. Del total de la población el 0.32% eran hispanos o latinos de cualquier raza.